# Chris Mitchell

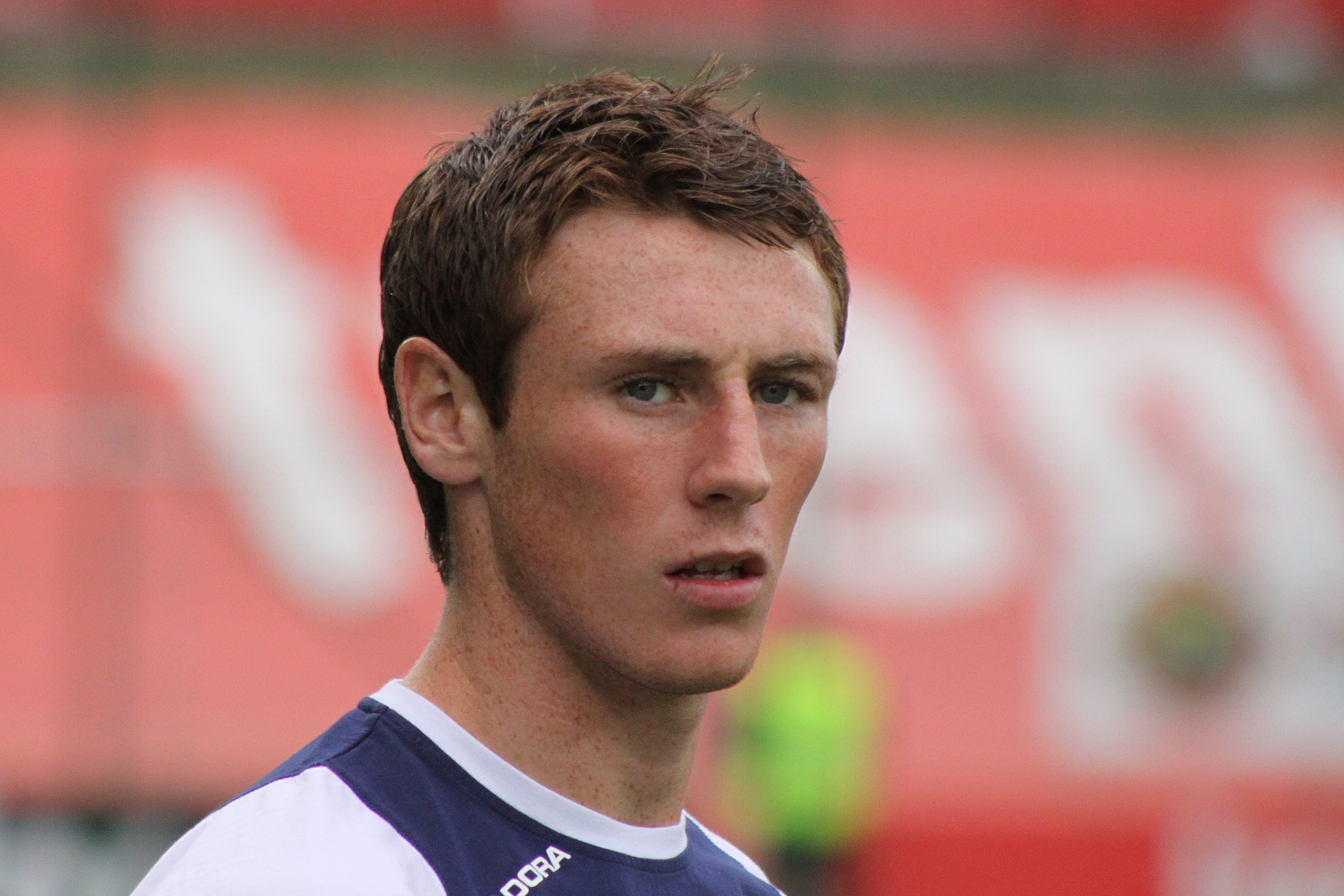
Foto do Jogador Christopher Mitchell.

Christopher Philip Mitchell (Stirling, 21 de julho de 1988 – Stirling, 6 de Maio de 2016) foi profissional um jogador de futebol, que jogou tanto como a defesa como a médio . Ele começou sua carreira na Scottish Premier League clube de Falkirk, que também o emprestou ao Ayr United. Aí e jogou uma época em Inglaterra, na Cidade de Bradford antes de se juntar a Rainha do Sul em 2012; na sua primeira temporada, ele ganhou o Escocês Challenge Cup e Liga Escocesa de Futebol da Segunda Divisão , bem como o que está sendo chamado na divisão do PFA Escócia Equipa do Ano. Mitchell ainda jogou pelo Clyde antes de sair por razões relacionadas com o trabalho. Ele morreu com a idade de 27.

## Morte
Mitchell morreu com 27 anos, a 6 de Maio de 2016, num acidente ferroviário.

## Conquistas
Rainha do Sul
- Liga Escocesa de Futebol da Segunda Divisão: 2012-13
- Escocês Challenge Cup: 2012-13[4]

- PFA Escócia Segunda Divisão, a Equipa do Ano: 2012–13

## References
1. 1 2  «Obituary. Chris Mitchell». Queen of the South F.C. 9 de maio de 2016. Consultado em 10 de maio de 2016
2. ↑  Wilson, Fraser (8 de maio de 2016). «Tributes paid to ex Clyde, QoS and Falkirk footballer Chris Mitchell who has tragically died at the age of 27». Daily Record. Consultado em 8 de maio de 2016
3. ↑  Wilson, Fraser; O'Hare, Paul (9 de maio de 2016). «Scottish football pays tribute to Chris Mitchell after defender dies in train horror». Daily Record. Consultado em 10 de maio de 2016
4. ↑  Miller, Stevie (7 de abril de 2013). «Queen of the South 1-1 Partick Thistle». BBC Sport. Consultado em 9 de maio de 2016